# Cuisine régionale d'Osaka
La cuisine régionale d'Ōsaka est célèbre pour ses spécificités. L'auteur Michael Booth et le critique gastronomique François Simon du Figaro ont déclaré qu'ils pensaient qu'Osaka est la capitale gastronomique du monde. L'amour des habitants d'Osaka pour la gastronomie a donné la naissance au dicton : « Les Kyotoites se ruinent en vêtements, les gens d'Osaka se ruinent en nourriture ».
Dōtonbori, une rue typique, et plus généralement le quartier de Namba dans lequel elle se situe sont remplis de restaurants. C'est d'ailleurs une des principales attractions touristiques de la ville.
Parmi les spécialités d'Osaka, on peut citer : 
- Les okonomiyaki (お好み焼き?) (sorte de crêpe, d’omelette ou de pizza typiquement japonaise).
- Les takoyaki (たこ焼き?) (boulettes au poulpe).
- Les kitsune (ja) udon (un plat de nouilles udon avec du tofu frit).
- les udon-tsuki, un plat de nouilles udon ajoutées à un ragoût de poissons, légumes et tofu.
- Le tecchiri, un type de nabe dégusté lors des mois les plus froids de l'année.
- Les Ōsaka zushi (大阪寿司?) (sushis de forme carré aussi appelés hako zushi (« sushi boîte »)[4], type local de sushi.
- Le célèbre shabu-shabu (しゃぶしゃぶ?).
- Le me-oto zenzai, un mets sucré à base de soja.
- Les kushikatsu (串カツ?), des fritures typiques.